# Klas Ingesson
Klas Ingesson (født 20. august 1968 i Ödeshög, Sverige, død 29. oktober 2014, Sverige) var en svensk fodboldspiller og  cheftræner for IF Elfsborg, der spillede som midtbanespiller hos en lang række europæiske klubber og for Sveriges landshold. Af hans klubber kan blandt andet nævnes IFK Göteborg i hjemlandet, KV Mechelen i Belgien, engelske Sheffield Wednesday og Olympique Marseille i Frankrig.
Ingesson fik konstateret knoglemarvskræft i 2009, men fungerede som toptræner i Sverige helt frem til sin død.

## Landshold
Ingesson spillede over en periode på hele 10 år, mellem 1989 og 1998, 57 kampe for Sveriges landshold, hvori han scorede 13 mål. Han deltog blandt andet ved VM i 1990, EM i 1992 og VM i 1994.